# 東亜薬品
東亜薬品株式会社（とうあやくひん）は、富山県富山市に所在する医薬品メーカーである。

## 概要
1970年代から開発を始めている点眼剤を得意としており、2009年には世界初の眼軟膏『バンコマイシン眼軟膏1%』の製造販売承認を所得し、発売している。2007年には日本初のDPI（ドライパウダー吸入器）専用工場を稼働させており、ブデソニド・ホルモテロール（商品名シムビコート）の後発医薬品である『ブデホル吸入粉末剤』をニプロ、日本ジェネリックの三社で共同開発、発売している。

## 沿革
- 1940年9月10日 - 富山化学工業の関連会社として設立。
- 1977年7月 - 本社を富山市三郷（現在の富山工場）に移転。
- 1997年4月 - 現在地に本社管理棟を建設し、移転。
- 2007年 - 日本で最初のDPI専用工場が完成。

## 事業所
本社管理棟・研究開発棟
富山県富山市水橋開発277-10
富山工場
富山県富山市三郷26
西本郷工場
富山県富山市婦中町西本郷436-25
東京事務所
東京都中央区新川1-17-24 NMF茅場町ビル6F

## 関連会社
- 日東メディック
- リードケミカル